# Apanaże
Apanaże (fr. apanage – od późnołacińskiego słowa appanare – dawać chleb) – funkcjonujący we Francji sposób zapewnienia dochodów członkom rodziny królewskiej, początkowo poprzez wydzielenie części domeny królewskiej, później również w formie renty pieniężnej. Obecnie apanaże występują jako tzw. listy cywilne m.in. w Wielkiej Brytanii, Danii i Szwecji. Apanaże w formie specjalnej renty mogą otrzymywać prezydenci republik, którzy ustąpili z urzędu przed upływem kadencji (w Polsce byli nimi Wojciech Jaruzelski i Ryszard Kaczorowski).

## Historia
Apanaże powstały w średniowiecznej Francji i początkowo stanowiły lenno nadawane przez króla swoim młodszym synom, nie biorącym przez prawo primogenitury udziału w dziedziczeniu. Celem nadania było uniknięcie podziału królestwa i wojny domowej pomiędzy kandydatami do tronu. Apanaże nie mogły być sprzedawane lub oddawane w posagu. Po wygaśnięciu linii miały powracać do królewskiej domeny. W systemie apanaży nie uczestniczyły królewskie córki, które na mocy prawa salickiego nie mogły brać udziału w dziedziczeniu tronu. 
Również w Polsce przyznawano książętom dzielnice kraju jako apanaże (np. rozdrobnienie dzielnicowe w Polsce jak i na Rusi Kijowskiej). Dopiero od XVI wieku pojawia się apanaż pieniężny, ale nie na Śląsku, gdzie Piastowie do końca dynastii praktykują rozdrabnianie kraju na coraz mniejsze ksiąstewka.
Apanaże mogły występować jako tzw. dola wdowia, czyli dożywotne zaopatrzenie w dochody wdowy po władcach czy właścicielach ordynacji, celem zachowania rangi społecznej.
Niektórzy abdykujący władcy w akcie zrzeczenia tronu zastrzegali sobie apanaże w pewnej wysokości, np. Napoleon przy pierwszej abdykacji w roku 1814 (Ludwik XVIII zalegał z apanażem dla niego).
Do roku 1644 młodsi członkowie chińskiej panującej dynastii Ming byli zaopatrywani w apanaże pieniężne, co przy dużej ilości cesarskich synów rujnowało kasę państwową. Również w Indiach istniał system apanaży zwany jagir.
W języku polskim, w przenośni, oznaczają one również ogólnie pojętą kwotę zapewniającą czyjeś utrzymanie.  